# Lijst van attractieparken in Nederland
Dit is een lijst van attractieparken in Nederland.
| Attractiepark                   | Plaats              | Provincie     | Parktype                                 | Geopend | Opmerkingen |
| ------------------------------- | ------------------- | ------------- | ---------------------------------------- | ------- | --- |
| Aardbeienland                   | Horst aan de Maas   | Limburg       | Themapark                                | 1998    | |
| Archeon                         | Alphen aan den Rijn | Zuid-Holland  | Belevingspark                            | 1994    | Geeft de prehistorische en middeleeuwse geschiedenis weer.                                                                     |
| Attractiepark Slagharen         | Slagharen           | Overijssel    | Themapark                                | 1963    | |
| Attractiepark Sprookjeshof      | Zuidlaren           | Drenthe       | Attractiepark                            | 1957    | |
| Attractiepark Toverland         | Sevenum             | Limburg       | Indoor- en Outdoor Themapark             | 2001    | |
| Avonturenpark Hellendoorn       | Hellendoorn         | Overijssel    | Thema- en Waterpark                      | 1936    | |
| Aviodrome                       | Lelystad            | Flevoland     | Belevingspark                            | 1973    | In 2003 verhuisd van Schiphol naar Lelystad Airport.                                                                           |
| BillyBird Park Drakenrijk       | Beesel              | Limburg       | Attractiepark                            | 2016    | |
| BillyBird Park Hemelrijk        | Volkel              | Noord-Brabant | Attractiepark                            | 1986    | |
| Dino Experience Park            | Gouda               | Zuid-Holland  | Attractiepark                            | 2020    | |
| Dinoland Zwolle                 | Zwolle              | Overijssel    | Themapark                                | 2015    | Gevestigd op locatie voormalig Ecodrome.                                                                                       |
| DippieDoe                       | Best                | Noord-Brabant | Attractiepark                            | 1999    | |
| Doolhofpark Bakkeveen           | Bakkeveen           | Friesland     | Themapark                                | 2002    | Bestaande uit drie doolhoven.                                                                                                  |
| Dolfinarium Harderwijk          | Harderwijk          | Gelderland    | Thema- en Dierenpark                     | 1965    | Naast themapark ook dierenpark.                                                                                                |
| Drouwenerzand                   | Drouwen             | Drenthe       | Attractiepark                            | 1956    | |
| Duinen Zathe                    | Appelscha           | Friesland     | Attractiepark                            | 1958    | In 2002 verplaatst van de Boerestreek in het centrum van Appelscha naar de Noorder Esch, een locatie ten noorden van het dorp. |
| Duinrell                        | Wassenaar           | Zuid-Holland  | Attractie- en Waterpark                  | 1935    | Vooral bekend van het Tiki Bad.                                                                                                |
| Efteling                        | Kaatsheuvel         | Noord-Brabant | Themapark                                | 1952    | Vooral bekend van het Sprookjesbos.                                                                                            |
| Familiepark Drievliet           | Den Haag            | Zuid-Holland  | Attractiepark                            | 1938    | |
| Hof van Eckberge                | Eibergen            | Gelderland    | Belevings- en Dierenpark                 | 2012    | Dierenpark met wat andere faciliteiten.                                                                                        |
| Julianatoren                    | Apeldoorn           | Gelderland    | Attractiepark                            | 1910    | |
| Kabouterland                    | Exloo               | Drenthe       | Thema- en Dierenpark                     | 1987    | Themapark gericht op peuters en kleuters met attracties en dieren.                                                             |
| Kameleondorp                    | Terhorne            | Friesland     | Themapark                                | 1997    | Geheel gewijd aan de boekenserie De Kameleon van Hotze de Roos.                                                                |
| Keukenhof                       | Lisse               | Zuid-Holland  | Landgoed, park en bloemententoonstelling | 1950    | |
| KidZcity                        | Utrecht             | Utrecht       | Indoor Attractiepark                     | 1999    | |
| Kinderstad Heerlen              | Heerlen             | Limburg       | Indoor Attractiepark                     | 1999    | |
| Het Land van Jan Klaassen       | Braamt              | Gelderland    | Belevingspark                            | 1978    | |
| De Leemkuil                     | Nijmegen            | Gelderland    | Belevingspark                            | 1946    | |
| Linnaeushof                     | Bennebroek          | Noord-Holland | Attractiepark                            | 1963    | Grootste speeltuin van Europa; de 18e-eeuwse delen van het park hebben de status rijksmonument.                                |
| Madurodam                       | Den Haag            | Zuid-Holland  | Attractiepark met miniaturen             | 1952    | |
| Mini Efteling                   | Nieuwkuijk          | Noord-Brabant | Miniatuur- en Attractiepark              | 1984    | |
| Mini Mundi                      | Middelburg          | Zeeland       | Miniatuur- en Attractiepark              | 2009    | |
| Miniworld Rotterdam             | Rotterdam           | Zuid-Holland  | Miniatuurpark                            | 2007    | De grootste overdekte miniatuurwereld van Nederland.                                                                           |
| Neeltje Jans                    | Vrouwenpolder       | Zeeland       | Thema- en Waterpark                      | 1997    | Gelegen op het voormalige werkeiland Neeltje Jans, onderdeel van de Oosterscheldekering.                                       |
| Familiepark Nienoord            | Leek                | Groningen     | Attractiepark                            |         | |
| Oud Valkeveen                   | Valkeveen           | Noord-Holland | Attractiepark                            | 1930    | |
| Park Tivoli                     | Berg en Dal         | Gelderland    | Attractiepark                            | 1930    | |
| Plaswijckpark                   | Rotterdam           | Zuid-Holland  | Belevings- en Dierenpark                 | 1923    | Naast Plaswijckpark zelf is er ook een dierenpark Dierenwijck.                                                                 |
| Plopsa Indoor Coevorden         | Coevorden           | Drenthe       | Indoor Themapark                         | 2010    | Eerste park van Plopsa in Nederland.                                                                                           |
| Rijk der kabouters en laven     | Eext                | Drenthe       | Sprookjesbos- en Speeltuin               |         | |
| Speelpark Hoge Boekel           | Enschede            | Overijssel    | Attractiepark                            | 1939    | |
| Speelland Beekse Bergen         | Hilvarenbeek        | Noord-Brabant | Attractiepark                            | 1964    | Onderdeel van de Beekse Bergen-groep waar ook Safaripark Beekse Bergen deel van uitmaakt.                                      |
| Sprookjesbos Valkenburg         | Valkenburg          | Limburg       | Belevingspark                            | 1950    | |
| Sprookjeswonderland             | Enkhuizen           | Noord-Holland | Belevingspark                            | 1973    | |
| Steinerbos                      | Stein               | Limburg       | Belevings- en Waterpark                  | 1946    | |
| Sybrandy's Speelpark            | Oudemirdum          | Friesland     | Attractiepark                            | 1964    | |
| 't Veluws Zandsculpturenfestijn | Garderen            | Gelderland    | Themapark met zandsculpturen             | 2009    | Indoor en outdoor, jaarlijks geopend vanaf half april t/m eind oktober.                                                        |
| De Waarbeek                     | Hengelo             | Overijssel    | Attractiepark                            | 1924    | |
| Walibi Holland                  | Biddinghuizen       | Flevoland     | Attractiepark                            | 1994    | Eerder ook bekend onder de namen Walibi Flevo, Six Flags Holland en Walibi World.                                              |
| Wereldtuinen Mondo Verde        | Landgraaf           | Limburg       | Thema- en Dierenpark                     | 2002    | Naast themapark ook dierenpark.                                                                                                |
| Wonderwereld                    | Ter Apel            | Groningen     | Dierenpark- en Sprookjesbos              |         | |

## Voormalige attractieparken in Nederland
| Attractiepark           | Plaats        | Provincie     | Parktype                 | Opening | Sluiting | Opmerkingen |
| ----------------------- | ------------- | ------------- | ------------------------ | ------- | -------- | --- |
| Aeolus                  | Sexbierum     | Friesland     | Attractiepark            | 1987    | 2017     | Begon als themapark over windenergie. Later omgetoverd tot speelparadijs.                                                                          |
| Autotron                | Rosmalen      | Noord-Brabant | Belevingspark            | 1972    | 2003     | |
| DippieDoe Cuijk         | Cuijk         | Noord-Brabant | Indoor Attractiepark     | 2006    | 2015     | |
| Ecodrome                | Zwolle        | Overijssel    | Themapark                | 1962    | 2012     | |
| Flevohof                | Biddinghuizen | Flevoland     | Belevingspark            | 1971    | 1991     | In 1994 werd op het voormalige terrein van de Flevohof het themapark Walibi Flevo geopend.                                                         |
| Foreldorado             | Gulpen        | Limburg       | Attractiepark            |         |          | |
| Labyrinth Boekelo       | Boekelo       | Overijssel    | Belevings- en Dierenpark | 2002    | 2012     | |
| Het Land van Ooit       | Drunen        | Noord-Brabant | Belevingspark            | 1989    | 2007     | |
| Miniatuurpark Appelscha | Appelscha     | Friesland     | Miniatuurpark            | 1989    | 2007     | In 2013 is het terrein weer opengegaan voor publiek als wandelpark.                                                                                |
| Miniatuur Walcheren     | Middelburg    | Zeeland       | Miniatuurpark            | 1954    | 2008     | In 2008 opgegaan in attractiepark Mini Mundi. |
| Park Oikos              | Ruinen        | Drenthe       | Dierenpark               | 2007    | 2016     | Niet rendabel, park heeft geen koper kunnen vinden.                                                                                                |
| De Vluchtheuvel         | Norg          | Drenthe       | Attractie- en Waterpark  | 1974    | 2007     | |
| Speelstad Oranje        | Oranje        | Drenthe       | Indoor Attractiepark     | 1992    | 2015     | |
| De Valkenier            | Valkenburg    | Limburg       | Attractiepark            | 1934    | 2021     | |
| Verkeerspark Assen      | Assen         | Drenthe       | Themapark                | 1957    | 2014     | Vooral bekend van het trapautoparcours waarmee kinderen vertrouwd kunnen raken met veelvoorkomende verkeerssituaties. Opgekocht door Duinen Zathe. |
| Yumble                  | Roermond      | Limburg       | Indoor Attractiepark     | 2015    | 2015     | Kortst geopend attractiepark van Nederland en een van de jongste.                                                                                  |

## Geplande attractieparken in Nederland
| Attractiepark    | Plaats    | Provincie    | Parktype         | Geplande opening | Opmerking      |
| ---------------- | --------- | ------------ | ---------------- | ---------------- | -------------- |
| Rivoli Rotterdam | Rotterdam | Zuid-Holland | Attractiepark    | 2025             | Nog in aanbouw |
| Bommelwereld     | Groenlo   | Gelderland   | Indoor Themapark | 1 oktober 2025   | Nog in aanbouw |